# Elida Marletta
Elida Marletta (Córdoba, 28 de diciembre de 1938-Buenos Aires, 6 de agosto de 2017) fue una actriz de cine, teatro y televisión argentina cuyo nombre completo era Ana Elida Marletta.

## Carrera
Realizó trabajos como actriz sexy en las décadas de 1960 y 1970, con escenas audaces en El sátiro (1970) y Las píldoras (1972).
Compartió el set con Pepe Biondi, Darío Vittori, Alberto Olmedo, Jorge Porcel, Jorge Salcedo, Pedro Quartucci, Sergio Renán, Ángel Magaña, Fidel Pintos y Armando Bó, entre otros
En teatro intervino, entre otros espectáculos, en Máscaras e Invasión y reconquista.
Marletta falleció a los 78 años de edad el 6 de agosto de 2017, según comunicó la Asociación Argentina de Actores, sindicato en el que se mantuvo participando de las actividades del Centro Osvaldo Miranda hasta la actualidad.

## Filmografía
Actriz
- Pelota de cuero (Historia de una pasión)    (1963)
- Villa Cariño   (1967)
- La cigarra está que arde   (1967)
- Cómo seducir a una mujer   (1967)
- Coche cama, alojamiento   (1967) …Nené
- Patapúfete   (1967) …Patricio Davis
- Humo de marihuana   (1968) Bailarina de strip tease
- El sátiro   (1970) …Elsa
- Las píldoras   (1972)
- Los caballeros de la cama redonda (1973) Dorita
- El divorcio está de moda (de común acuerdo)    (1978)
- Rebeldía   (1978)
- No apto para menores (1979)

## Televisión
- Cacho de la esquina  (1973) …Martha
- Quiero gritar tu nombre (1981)
- Cara a cara (1983) …Esmeria Paz Anchorena
- Primicias (2000)
- Los Simuladores (2002)
- Ciega a citas (2009)